# Geelkopamazone
De geelkopamazone (Amazona oratrix) is een amazonepapegaai, die van nature voorkomt in Mexico en het noorden van Centraal-Amerika. De vogel is een bedreigde diersoort en de soort is populair als huisdier.

## Beschrijving
Een geelkopamazone wordt gemiddeld 38 tot 43 centimeter lang. Ze hebben robuust gebouwde ronde vleugels en een vierkante staart. Hun lichaam is grotendeels groen, maar de kop is geel en bij de vleugels zit een rode vlek.

## Verspreiding en leefgebied
De geelkopamazone komt van nature voor in Belize, Guatemala en Mexico. Het leefgebied bestaat uit diverse landschapstypen waaronder bosrijk gebied tot savanne, hoogopgaand loofbos en vochtig rivierbegeleidend bos tot 500 m boven de zeespiegel. In het noorden van zijn verspreidingsgebied heeft de geelkopamazone een sterkere voorkeur voor betrekkelijk droge gebieden en in het zuiden zijn het vaak wat meer vochtige bosrijke gebieden, zelfs in mangroven. De soort kan zowel solitair leven als in groepen.
De soort telt vier ondersoorten:
- A. o. oratrix: zuidwestelijk en zuidelijk Mexico (de ook wel als ondersoort bekende A. o. magna behoort tot dit taxon).
- A. o. belizensis: Belize.
- A. o. hondurensis: noordelijk Honduras.
- A. o. tresmariae (maria-amazone):  Tres Marías,  100 km ten westen van het Mexicaanse vasteland.

## Status als bedreigde vogelsoort
Door de vernietiging van hun leefgebied en de (illegale) handel is hun aantal in het wild sterk geslonken; tussen 1970 en 1994 met 90% (ca. 10% per jaar) en met 68% tussen 1994 en 2004 (11% per jaar). De soort valt onder het CITESverdrag, dat handel in wildvang verbiedt of aan strenge voorwaarden bindt. Alleen in gevangenschap gefokte geelkopamazonen mogen legaal als huisdier worden gehouden.